# Зекендорф, Фейт Людвиг
Фейт Людвиг Зекендорф (нем. Veit Ludwig von Seckendorff; 20 декабря 1626, Херцогенаурах — 18 декабря 1692, Галле) — немецкий историк.
Главный труд Зекендорфа: «Commentarius historicus et apologeticus de Lutheranismo seu de reformatione religionis» (Лпц., 1688 и 1692), написанный по поручению герцога Эрнста Готского в опровержение «Histoire du Luthéranisme» французского иезуита Мембура (Maimbourg). Кроме того, Зекендорф написал: «Teutscher Fürstenstaat» (Гота, 1655 — важно для истории экономического быта Германии); «Der Christenstaat» (Лейпциг, 1685) и др.
Впервые в своем знаменитом труде «Немецкое княжеское государство» в 1656 году написал о камерализме.